# Rüdlingen
Rüdlingen es una comuna suiza del cantón de Schaffhausen. Limita al norte con la comuna de Lottstetten (DE-BW), al este con Marthalen (ZH), Flaach (ZH) y Berg am Irchel (ZH), al sur con Buchberg y Freienstein-Teufen (ZH), y al oeste con Eglisau (ZH) y Rafz (ZH).
La comuna de Rüdlingen junto con la de Buchberg constituyen un enclave del cantón de Schaffhausen entre el cantón de Zúrich y Alemania.
Rüdlingen es el lugar de nacimiento del teólogo suizo  Adolf Keller (1972 - 1963)

## Literatura
- Alfred Keller, Adalbert Ullmann-Meyer et al.: Rüdlinger Heimatbuch. 827-1977. Jubiläumsausgabe zur 1150-Jahr-Feier der Gemeinde Rüdlingen. Meili, Schaffhausen 1978, ISBN 3-8580-5057-1.
- Susanna Baur, Karin Lüthi: Grenzgänger und Brückenbauer. Ein Porträt- und Bildband aus der Toskana Schaffhausens, Buchberg o.J.